# Loknytsia
Loknytsia (ucraniano: Локни́ця) es un municipio rural y pueblo de Ucrania, perteneciente al raión de Varash en la óblast de Rivne.
En 2018, el municipio tenía una población de 5120 habitantes, de los cuales unos mil cien vivían en la capital municipal homónima y el resto repartidos en diecinueve pedanías. El municipio se fundó en 2016, incluyendo en su territorio los antiguos consejos rurales de Loknytsia, Kutyn, Kujché y Nobel, a los que se añadieron en 2020 los vecinos consejos rurales de Ómyt y Sénchytsi. Además de esos seis pueblos, el consejo rural incluye en su territorio otros catorce: Dídivka, Zadovzhe, Zaozerya, Kotyra, Kútynok, Liubýn, Mlyn, Novosilia, Horýnychi, Nýhovyshchi, Dúbchytsi, Prykládnyky, Rádove y Jrapyn.
Se conoce la existencia del pueblo en documentos desde 1561. Antes de la fundación del actual municipio en 2016, Loknytsia era sede de un consejo rural ubicado en el raión de Zarichne, que únicamente incluía como pedanía a Jrapyn.
El pueblo se ubica unos 20 km al oeste de Zarichne.